# Шафранка
Шафранка (Crocothemis) — рід бабок родини справжніх бабок (Libellulidae).

## Поширення
Рід поширений в Європі, Африці, Азії, Австралії та Океанії.

## Опис
Це маленькі і середні бабки. Самці, як правило, дуже яскраво забарвлені, починаючи від повністю червоного у кількох видів і закінчуючи насиченим синім кольором австралійського Crocothemis nigrifrons. Самиці коричневого або помаранчевого забарвлення.

## Види
- Crocothemis brevistigma
- Crocothemis crocea
- Crocothemis divisa
- Crocothemis erythraea
- Crocothemis indica
- Crocothemis misrai
- Crocothemis nigrifrons
- Crocothemis saxicolor
- Crocothemis sanguinolenta
- Crocothemis servilia